# Stableria gracilis
Stableria gracilis là một loài Rêu trong họ Bryaceae. Loài này được (Wilson) Lindb. miêu tả khoa học đầu tiên năm 1890.